# Staatsschuldenquote in Bosnien und Herzegowina
Die Staatsschuldenquote Bosnien und Herzegowinas gibt das Verhältnis zwischen den bosnischen Staatsschulden einerseits und dem bosnischen nominalen Bruttoinlandsprodukt andererseits an.

## Entwicklung in den letzten Jahren
Die Staatsschuldenquote Bosnien und Herzegowinas stieg aufgrund der Finanzkrise zwischen 2008 und 2013 an. Entsprach die Staatsverschuldung von 7,7 Mrd. Bosnisch-Herzegowinischen Konvertiblen Mark Ende 2008 einer Staatsschuldenquote von 30,9 %, so erreichte die Staatsschuldenquote Ende 2013 angesichts eines Schuldenstandes von dann inzwischen 11,2 Mrd. Bosnisch-Herzegowinischen Konvertiblen Mark einen Wert von 42,5 %.

## Prognostizierte Entwicklung
Der Internationale Währungsfonds geht davon aus, dass die Staatsschuldenquote Bosnien und Herzegowinas bis Ende 2019 bei einem Schuldenstand von dann 13,4 Mrd. Bosnisch-Herzegowinische Konvertible Mark auf 35,9 % zurückgeht.